# Susanne Beyer
Susanne Beyer (dekliški priimek Helm), nemška atletinja, * 24. junij 1961, Suhl, Vzhodna Nemčija.
Ni nastopila na poletnih olimpijskih igrah. Na svetovnih prvenstvih je osvojila bronasto medaljo v skoku v višino leta 1987, na svetovnih dvoranskih prvenstvih srebrno medaljo leta 1987, na evropskih dvoranskih prvenstvih pa srebrno medaljo medaljo leta 1985 in bronasto medaljo leta 1987. 